# Deve
Deve var ett svenskt företag grundat av Algot Viebke vilket tillverkade billyftar från 1923 men som gick över till hydrauliska och mekaniska hissar 1944. Företaget flyttade först till en fabrik i Munka-Ljungby 1930, och sedan till Alvesta 1956.
Företaget köptes upp av Schindler år 1990, och under 1990-talet hette det Deve Schindler, innan det blev Schindler Hiss AB år 2000. Verksamheten i Alvesta lades dock ner strax efter övertagandet vilket gjorde att de anställda startade egna företag, bland annat Hydroware, ALT och GMV Sweden AB. Deve byggde också last- och personhissar, som var vanliga på Stockholms tunnelbanas och pendeltågens stationer.